# Trucco (cognome)
Trucco è un cognome di lingua italiana.

## Varianti
Trucca, Trucchi.

## Origine e diffusione
Cognome tipicamente piemontese e ligure, è presente prevalentemente nel torinese e cuneese.
Potrebbe derivare da toponimi come Trucco nel comune di Ventimiglia.
In Italia conta circa 603 presenze.
La variante Trucca compare a Terni e Viterbo; Trucchi è tipicamente ventimigliese.

## Persone
- Agostino Maria Trucco – economista italiano
- Carlos Trucco – ex allenatore di calcio ed ex calciatore boliviano
- Leonardo Trucco – vescovo cattolico italiano